# Max Sauco
Max Sauco (en ruso: Максим Сауко), 23 de enero de 1969, Irkutsk. 
es un fotógrafo ruso, conocido por sus obras fotográficas surrealistas - eróticas. Él ha sido el fundador de la fotomanipulación en Rusia en la década de 1990.

## Biografía
Nació en Irkutsk, después de salir de la escuela entró en la universidad de Bellas Artes de Irkutsk. De 1987 a 1989 sirvió en el ejército soviético. En 1992 consigue la licenciatura en la especialidad de diseñador gráfico profesional.
Hasta el año 1998, trabajó en distintas artes como la pintura, escultura y la fotografía. Al mismo tiempo, estudió anatomía plástica, psicología esotérica, así como en astrología profesional, lo que influyó en sus posteriores trabajos. Desde 1998 es miembro de la Unión de Diseñadores de Rusia y en el 2002 es miembro de la Unión de Fotógrafos de Rusia.

## Premios
- 2000 - a gold medal and diploma I of a degree for a photo "Taboo” in a category a computer photo on the international photo salon" Siberia 2000 in a Novosibirsk, Russia
- 2002 - a gold medal and diploma I of a degree for a series of photos "Bride" in a category a computer photo on the international photo salon "Siberia 2002" in a Novosibirsk, Russia
- 2002 - a gold medal and the diploma in a nomination of a photo at the 5th All-Russia Exhibition of Design in a Irkutsk, Russia
- 2003 - a gold medal and diploma for craftsmanship on 1st Design Festival in Irkutsk, Russia
- 2003 - a gold medal and diploma I of a degree for a cycle from three photoworks "Boy Evgraf", "Mamma", "Northern wind" on the 2nd Odessa international photo salon, Ukraine
- 2004 - the diploma for a series of photos "Fingers" in a category a computer photo on the international photo salon "Siberia 2004" in a Novosibirsk, Russia
- 2004 - the award from FIAP - MENTION D'HONNEUR for a series "Fingers" and "Mammself" on the third Odessa international photo salon
- 2009 - Trierenberg Super Circuit, Austria Gold Medal in a nomination "Nu" for work "Bogman”[1]
- 2009 - Trierenberg Super Circuit, Austria Gold Medal of Excellence for work "Muladhara”[1]
- 2010 - Trierenberg Super Circuit, Austria Gold Medal of Excellence for work "Vitruvian Girl”[2]
- 2011 - Trierenberg Super Circuit, Gold Medal in a nomination "Unusual" for work "Radhe govinda"[3]
- 2011 - 5th Annual Photography Masters Cup - Nominee in Fine Art for works "Bogman", "Luboff and Doves" and "Suok".[4]